# Lista över stormästare av Malteserorden
Detta är en lista över stormästare av Malteserorden och dess fortsättning Suveräna Malteserorden.

## Den tidiga orden
- Gerard Tenque (1099–1120) (ordens grundare)
- Raymond du Puy de Provence (1120–1160)
- Auger de Balben (1160–1163)
- Arnaud de Comps (1162–1163)
- Gilbert d'Aissailly (1163–1170)
- Gastone de Murols (c. 1170–1172)
- Jobert av Syrien (1172–1177)
- Roger de Moulins (1177–1187)
- Armengol de Aspa (1187–1190) (Provisor, ej formellt utsedd till stormästare)
- Garnier av Nablus (1190–1192)
- Geoffroy de Donjon (1193–1202)
- Afonso de Portugal (1203–1206)
- Geoffrey le Rat (1206–1207)
- Garin de Montaigu (1207–1228)
- Bertrand de Thercy (1228–1231)
- Guerin de Montacute (1231–1236)
- Bertrand de Comps (1236–1240)
- Pierre de Vielle-Bride (1240–1242)
- Guillaume de Chateauneuf (1242–1258)
- Hugues de Revel (1258–1277)
- Nicolas Lorgne (1277–1284)
- Jean de Villiers (1284–1294)
- Odon de Pins (1294–1296)
- Guillaume de Villaret (1296–1305)

## På Rhodos
- Foulques de Villaret (1305–1319) (den förste stormästaren som styrde över Rhodes)
- Hélion de Villeneuve (1319–1346)
- Dieudonné de Gozon (1346–1353)
- Pierre de Corneillan (1353–1355)
- Roger de Pins (1355–1365)
- Raymond Berengar (1365–1374)
- Robert de Juliac (1374–1376)
- Juan Fernández de Heredia (1376–1396)
  - Riccardo Caracciolo (1383–1395) Rivaliserande stormästare
- Philibert de Naillac (1396–1421)
- Antoni Fluvià (1421–1437)
- Jean de Lastic (1437–1454)
- Jacques de Milly (1454–1461)
- Pere Ramon Sacosta (1461–1467)
- Giovanni Battista Orsini (1467–1476)
- Pierre d'Aubusson (1476–1503)
- Emery d'Amboise (1503–1512)
- Guy de Blanchefort (1512–1513)
- Fabrizio del Carretto (1513–1521)

## På Malta
- Philippe Villiers de L'Isle-Adam (1521–1534) (den siste stormästaren som styrde över Rhodos, och den förste att styra över Malta)
- Piero de Ponte (1534–1535)
- Didier de Saint-Jaille (1535–1536)
- Juan de Homedes y Coscon (1536–1553)
- Claude de la Sengle (1553–1557)
- Jean Parisot de la Valette (1557–1568)
- Pierre de Monte (1568–1572)
- Jean de la Cassiere (1572–1581)
  - Mathurin Romegas (1581) Löjtnant 1577–1581 och rivaliserande stormästare 1581
- Hugues Loubenx de Verdalle (1581–1595)
- Martin Garzez (1595–1601)
- Alof de Wignacourt (1601–1622)
- Luís Mendes de Vasconcellos (1622–1623)
- Antoine de Paule (1623–1636)
- Jean Baptiste de Lascaris de Castellar (1636–1657)
- Martin de Redin (1657–1660)
- Annet de Clermont-Gessant (1660)
- Raphael Cotoner (1660–1663)
- Nicolas Cotoner (1663–1680)
- Gregorio Carafa (1680–1690)
- Adrien de Wignacourt (1690–1697)
- Ramon Perellos y Roccaful (1697–1720)
- Marc'Antonio Zondadari (1720–1722)
- António Manoel de Vilhena (1722–1736)
- Ramon Despuig (1736–1741)
- Manuel Pinto da Fonseca (1741–1773)
- Francisco Ximenes de Texada (1773–1775)
- Emmanuel de Rohan-Polduc (1775–1797)
- Ferdinand von Hompesch zu Bolheim (1797–1799) (den siste stormästaren som styrde över Malta)

## Efter utdrivningen från Malta
- Paul I av Ryssland (1798–1801) de facto
  - Greve Nikolaj Saltykov (1801–1803) Löjtnant de facto
- Giovanni Battista Tommasi (1803–1805)
  - Innico Maria Guevara-Suardo (1805–1814) Löjtnant
  - André Di Giovanni (1814–1821)  Löjtnant
  - Antoine Busca (1821–1834) Löjtnant
  - Carlo Candida (1834–1845) Löjtnant
  - Philippe di Colloredo-Mels (1845–1864) Löjtnant
  - Alessandro Borgia (1865–1871) Löjtnant
  - Giovanni Battista Ceschi a Santa Croce (1871–1879) Löjtnant
- Giovanni Battista Ceschi a Santa Croce (1879–1905)
- Galeazzo von Thun und Hohenstein (1905–1931)
- Ludovico Chigi Albani della Rovere (1931–1951)
  - Antonio Hercolani-Fava-Simonetti (1951–1955) Löjtnant
  - Ernesto Paternó Castello di Carcaci (1955–1962) Löjtnant
- Angelo de Mojana di Cologna (1962–1988)
  - Jean Charles Pallavicini (1988) Löjtnant
- Andrew Bertie (1988–2008)
  - Giacomo dalla Torre del Tempio di Sanguinetto (2008) Interimlöjtnant
- Matthew Festing (2008–2017)
  - Giacomo dalla Torre del Tempio di Sanguinetto (2017–2018) Interimlöjtnant
- Giacomo dalla Torre del Tempio di Sanguinetto (2018–2020)
  - Ruy Gonçalo do Valle Peixoto de Villas Boas (2020) Interimlöjtnant
  - Marco Luzzago (2020–2022) Löjtnant
  - Ruy Gonçalo do Valle Peixoto de Villas Boas (2022) Interimslöjtnant
  - John T. Dunlap (2022–2023) Löjtnant
- John T. Dunlap (2023– )